# John Warren Aldrich

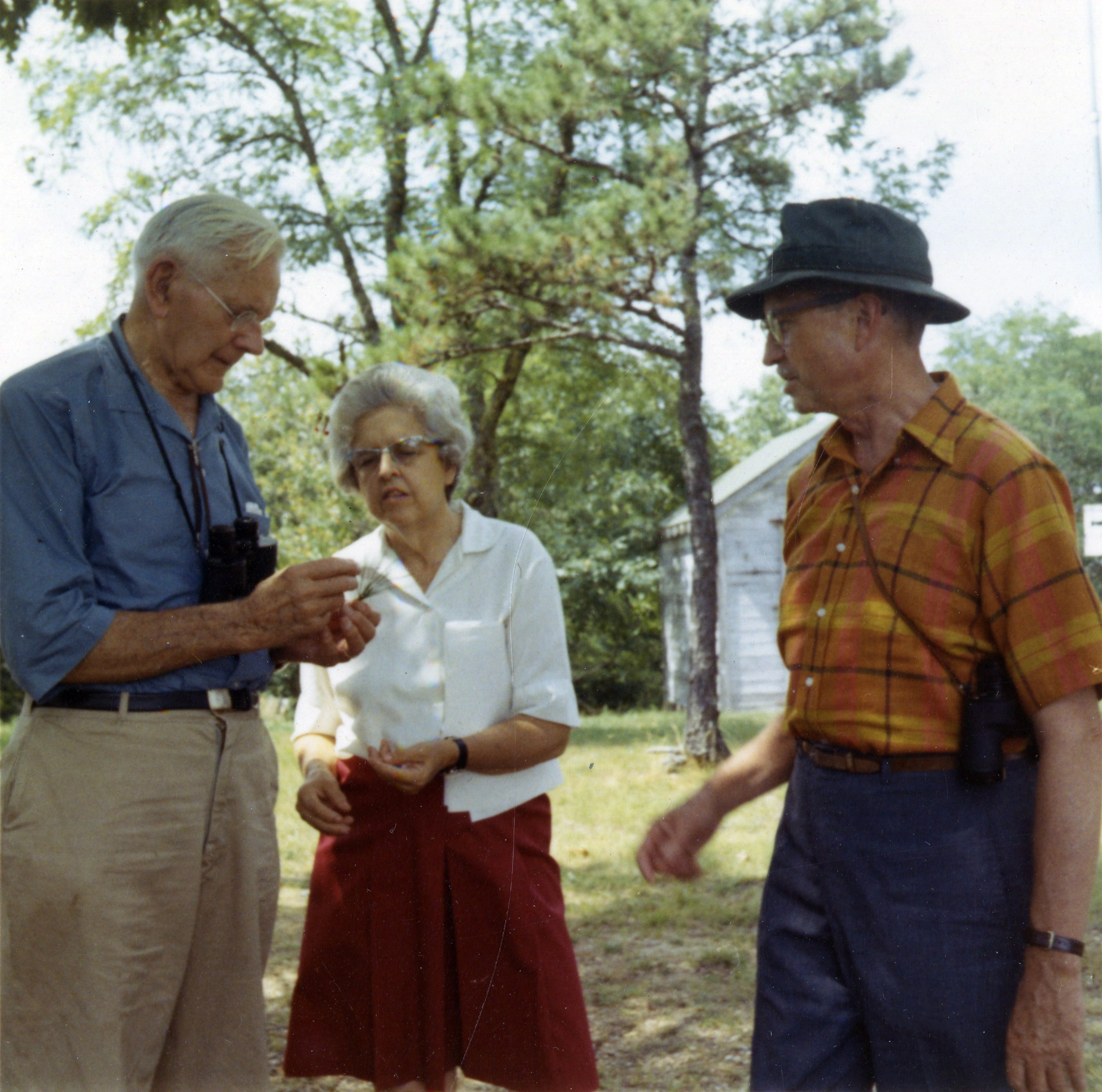
Aldrich (à direita) com Alexander Wetmore e Annie Beatrice van der Biest Thielan Wetmore, 1969

John Warren Aldrich (23 de fevereiro de 1906 – 3 de maio de 1995) foi um ornitólogo americano.

## Biografia
Aldrich nasceu em 23 de fevereiro de 1906, em Providence, Rhode Island. Ele frequentou escolas públicas de Providence e obteve um diploma de bacharel em biologia pela Universidade Brown, em 1928. Em 1923, na revista Bird-Lore, ele publicou seu primeiro trabalho, Mocking Bird in Rhode Island, que se tornou muito popular entre os habitantes de Rhode Island interessados em observação de aves. Enquanto frequentava a Universidade Brown, ele se juntou a uma equipe de natação, estabelecendo um recorde para toda a escola nos 200 jardas de nado peito. Ele foi conselheiro de natureza no acampamento Chewonki, no Maine. Após se formar na Universidade Brown, ele frequentou o Museu de Ciências de Buffalo [en], que acabara de ser construído. Lá, ele atuou como ajudante e assistente. Enquanto trabalhava lá, conheceu Roger Tory Peterson, então um estudante de arte de Jamestown, Nova Iorque. Aldrich conseguiu uma posição de assistente biológico em 1930, no Museu de História Natural de Cleveland, onde trabalhou sob a supervisão de Harry Oberholser. Ele conheceu seu amor, Louise Kendall, em Cleveland, e foi para as Cataratas do Niágara em 1933.
Aldrich realizou muito trabalho de campo em numerosos estados, incluindo: Michigan, Ohio, Wyoming e Ontário, no Canadá, que estava sob o controle do CMNH. Ele teve múltiplos cânceres de pele enquanto trabalhava ao sol. Mais tarde, frequentou a Universidade Western Reserve, na qual obteve um mestrado em biologia, em 1937. Durante o mesmo ano, ele também obteve um doutorado (PhD), da mesma universidade. Após o PhD, ele foi nomeado curador de aves em um museu.
Em 1941, ele se tornou um biólogo qualificado com PhD e ingressou no Serviço de Pesca e Vida Selvagem, e no ano seguinte foi eleito para o clube de campo dos biólogos de Washington. Cinco anos depois, em 1947, ele se tornou chefe da seção de distribuição e migração de aves. Em 1951, sob sua supervisão, as investigações de mamíferos e aves foram unidas. Seus estudos de aves variam de população a sistemática, que era orientada para uma melhor compreensão dos segmentos e tipos de população. De 1959 a 1962, ele foi Presidente do WBFC, no qual permaneceu até se tornar um membro honorário em 1982.
Ele se aposentou em 1972, mas continuou a trabalhar para o Serviço de Pesca e Vida Selvagem como rentista [en]. Uma década e 3 anos depois, sua esposa morreu de diabetes. Após a morte dela, 3 anos depois, ele se mudou para Tucson, Arizona, onde ele, sua filha Betsy, seus 3 filhos, e sua outra filha Jane, que veio da Califórnia, viveram. Aldrich morreu em Tucson de um derrame em 3 de maio de 1995.

## Memória
Após sua morte, uma placa foi colocada em uma rocha, que atualmente se encontra na ilha Plummers [en], como uma memória por seu trabalho dedicado no campo ornitológico.